# Kościół Świętego Stanisława Biskupa w Kujakowicach Górnych
Kościół świętego Stanisława Biskupa w Kujakowicach Górnych – rzymskokatolicki kościół parafialny Parafii Świętego Stanisława Biskupa w Kujakowicach Górnych znajdujący się we wsi Kujakowice Górne (gmina Kluczbork), należący do dekanatu kluczborskiego w diecezji opolskiej.
17 marca 2009 roku pod numerem A-84/2009 kościół został wpisany do rejestru zabytków województwa opolskiego.

## Historia
Pierwsze wzmianki o kościele pochodzą z 1318 roku.
Był to kościół drewniany, który spłonął około 1490 roku.
Nowy, kamienny został zbudowany w 1494 roku. Miał powierzchnię 10 m² i drewnianą wieżę. W latach późniejszych kościół był wielokrotnie rozbudowywany i przebudowywany, najstarsze elementy jego konstrukcji liczą sobie ponad 500 lat. Tyle samo ma także najstarszy z kościelnych dzwonów. Został on prawie cudem uratowany przed przetopieniem na cenne metale potrzebne do wyrobu amunicji. W roku 1917 zostały zdjęte 2 dzwony z wieży kościelnej i przetopione na łuski amunicji w I wojnie światowej. Po raz drugi w roku 1942 zdjęte zostały 3 dzwony z wieży kościelnej. Dwóch dzwonów nie udało się uratować. Tym bardziej cenny jest zachowany dzwon noszący inskrypcję: O König der Glorie komme mit dem Frieden! Anno 1494.
Pierwsza poważna rozbudowa kościoła miała miejsce w latach 1801–1807 i została wymuszona groźbą zawalenia się drewnianej wieży. Kościół został wtedy przedłużony o 3 m w kierunku zachodnim. Dobudowano mu też nową wieżę.
W 1846 roku ówczesny proboszcz Franz Hauptstock podjął się modernizacji świątyni. Kościół zyskał gipsowy sufit, marmurową posadzkę i nową zakrystię. Proboszcz zbudował też nową plebanię.
Na przełomie XIX wiek i XX wieku, kolejny proboszcz Richard Scheich rozpoczyna gruntowną przebudowę świątyni. Podczas prac, które trwały od 1909 roku do 1912 roku zburzone zostaje prezbiterium, kościół ponownie zostaje wydłużony, tym razem w kierunku wschodnim. Świątynia zyskuje też nawy boczne, nowy sufit i dach. Podwyższona zostaje konstrukcja wieży. Podczas tej przebudowy w kościele pojawia się też nowe wyposażenie – pozłacany ołtarz, dębowy chór oraz nowe rzeźbione organy.
Do miedzianej kuli umieszczonej na szczycie wieży kościelnej, włożony zostaje dokument informujący, że rozbudowa kosztowała 82 000 marek, cegłę dostarczył Franz Skaletz, a konsekracji dokonano 3 czerwca 1913 roku.